# Особняки Лысака и Гаркавенко (Черкассы)

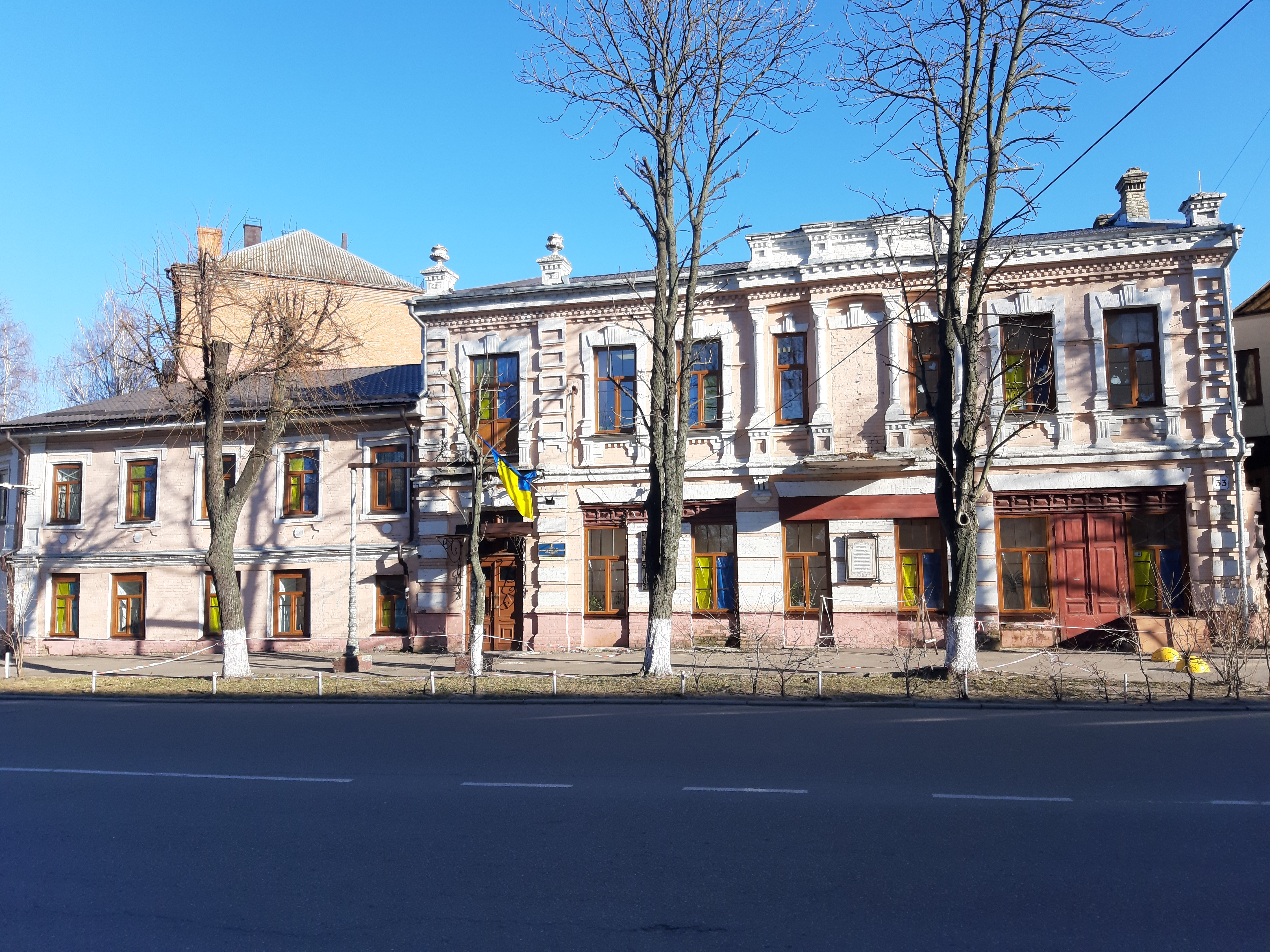
Доходный дом Лысака и Гаркавенко

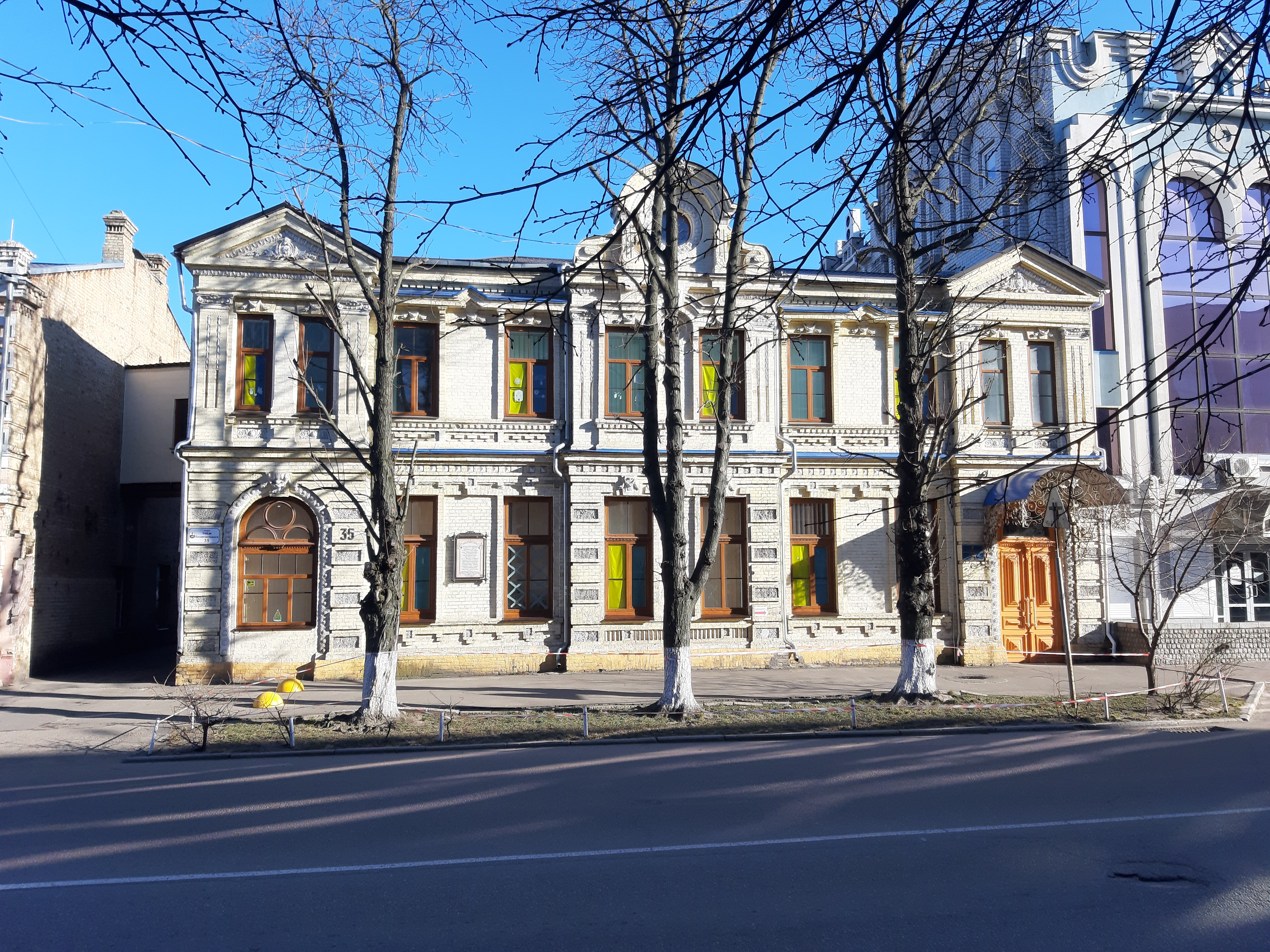
Особняк Лысака и Гаркавенко

Доходный дом и особняк Лысака и Гаркавенко — это два дома в городе Черкассы (ул. Байды-Вишневецкого, дд. 33, 35), принадлежавшие Ф. И. Лысаку и М.Ф. Гаркавенко. Были построены в 70-х годах XIX века. 

## История
Ф.И. Лысак и М.Ф. Гаркавенко были богатыми предпринимателями из Черкасс. После того, как они получили стартовый капитал во времена строительства железных дорог на Закавказье и на севере Сибири, они начали возводить свои дома для сдачи в аренду богатым мещанам и приезжим. Одним из таких стал совместный доходный дом Лысака и Гаркавенко, находящийся сразу напротив личного особняка Ф.И. Лысака (ул. Байды-Вишневецкого, 14). Вернувшись с нынешней территории России, двое предпринимателей решили совместно построить новый двухэтажный доходный дом в городе Черкассы. Здание было построено в стиле позднего модернизма, архитектор неизвестен (начальное проектирование не сохранилось до наших дней). Над главным входом раньше находился широкий навесной балкон, стоящий на двух чугунных колоннах и маленькие, железные балконы оригинальной ковки (на сегодняшний день демонтированы). Внутри здания до сих пор стоит чугунная лестница, изготовленная на чугунолитейном заводе наследников В. П. Каурова, а в каждой комнате до сих пор сохранились оригинальные кафельные печи. Рядом с этим домом находится еще один совместный особняк, соединяющийся с первым домом деревянным переходом на втором этаже. Второй особняк так же стал доходным и сдавался в аренду.

## Доходный дом (дом 33)
До Октябрьской революции здание использовалось как доходный дом. На первом этаже располагались магазины, а на втором — сдающиеся в аренду жилые квартиры. Со временем к основной постройке был пристроен флигель, сохранившийся до нашего времени. В 20—30-х годах XX века в доме некоторые комнаты были отведены для пехотной школы, а затем — Черкасского пехотного училища (просуществовало до июля 1941г.). Перед Второй мировой войной в крайних комнатах слева на первом этаже находилась городское пожарное отделение (просуществовало до 1946 г.). Во время Второй мировой войны помещение использовалось как в качестве советского, так и в качестве немецкого военного госпиталя (просуществовал до 1950-х годов). В 1960 году в особняке размещалась городское музыкальное училище им. С. Гулака-Артемовского. А с 1964 года там распологается первая городская музыкальная школа им. М.В. Лысенко, работающая по этому адресу и до сих пор.

## Особняк (дом 35)
В 1910-х годах Лысак и Гаркавенко открыли в своем особняке отель, который назывался «Петроградські номери». Отель был очень популярен в Черкассах и пользовался огромным спросом среди гостей и даже горожан. Во дворе стояли конюшни и специально отведенные места для повозок. С приходом новой власти в 1916 году, особняк был передан на управление Научного историко-педагогического музея им. Т. Г. Шевченко. Его организатором стал исследователь Д. П. Бочков, собравший больше 50 тысяч экспонатов. Затем музей переехал в другое здание, а особняк переделали в новый отель под названием «Сільгоспдвір з готелем». После создания Черкасской области в 1954 году на первом этаже особняка находилась финансовое управление, а на втором – редакция областного радиовещания. С 1976 дом перешел на управление редакции черкасской газеты «Серп и Молот». Потом помещение было отдано первой городской музыкальной школе им. М.В. Лысенко.

## Владельцы домов
Ф.И. Лысак и М.Ф. Гаркавенко были одними из самых известных людей в Черкассах конца XIX — начала XX веков. Они были богатыми помещиками, имеющими кирпичные заводы на юге города, крупные лесопильни и целые кварталы доходных домов. Помимо того, они были активными членами городской Думы. Спустя какое-то время Гаркавенко станет членом 3-й Государственной Думы в России в качестве члена комиссии по торговле и промышленности, путям сообщения и городским делам. Кроме того, он был членом киевского клуба русских националистов и председателем в Черкасском отделе Всероссийского национального союза.

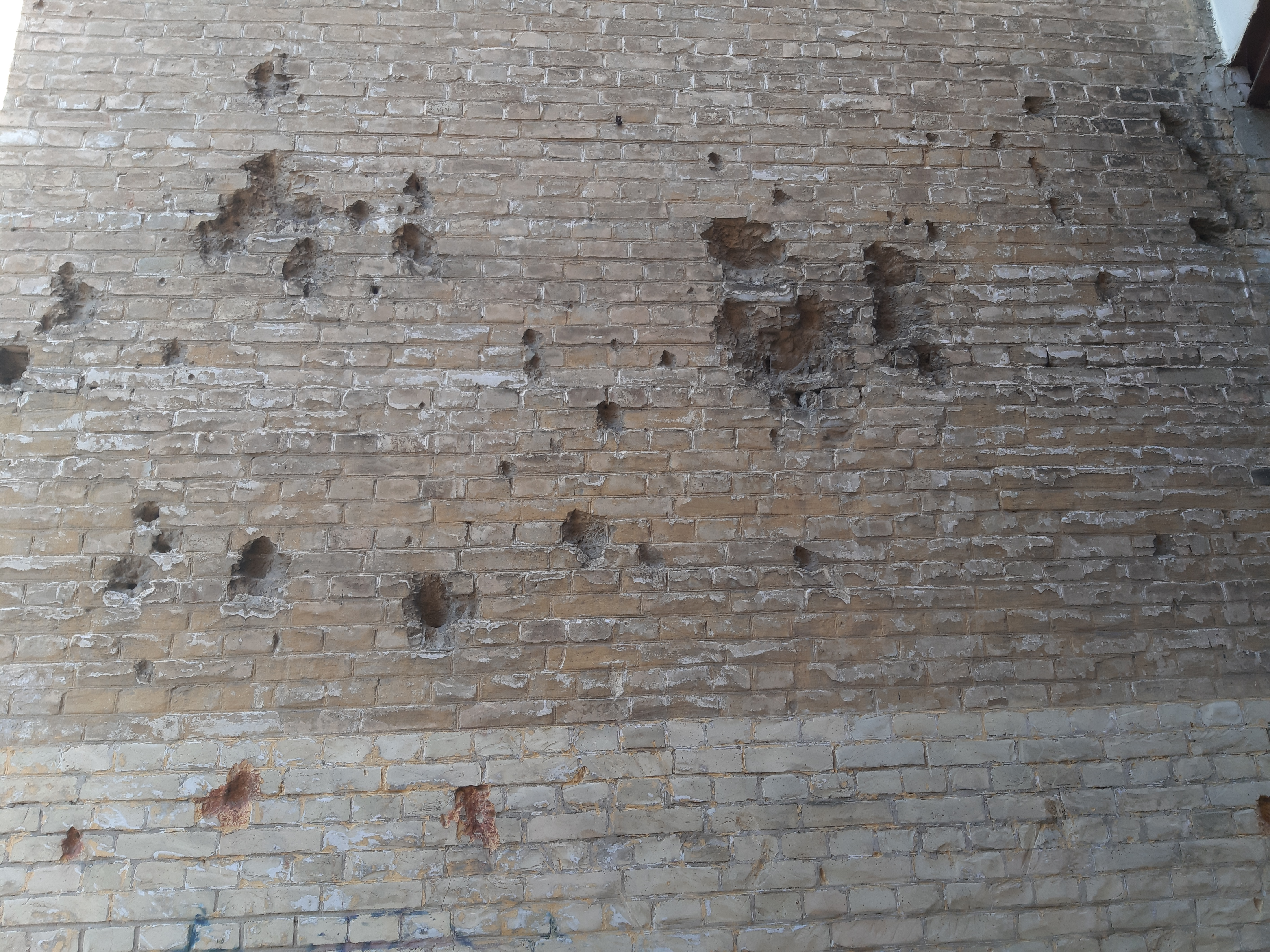
Следы войны сбоку доходного дома